# Consejo de la Juventud de España
El Consejo de la Juventud de España es una entidad privada creada por ley en 1983 en el que están representadas entidades juveniles de todo el país y consejos de Juventud autonómicos. Tiene por objetivos fomentar la participación y el asociacionismo juvenil, representar a los jóvenes españoles y trasladar las propuestas e inquietudes de los jóvenes a los poderes públicos y a la opinión pública. Asimismo, presta servicios y apoyo a las entidades juveniles. Desarrollan el artículo 48 de la Constitución en el ámbito de la juventud. El Consejo de la Juventud de España es el representante español en el Foro Europeo de la Juventud.
El CJE fue fundado como un organismo público en 1983, pero en 2014, por recomendación de la Comisión para la Reforma de las Administraciones Públicas (CORA), fue transformada en una entidad privada y sus funciones públicas transferidas al Instituto de la Juventud (INJUVE).
También es el responsable junto al Instituto de la Juventud (INJUVE), de llevar a a cabo el proyecto europeo EU Youth Dialogue, que en España se conoce como Diálogo con la Juventud, que a partir de este 1 de julio de 2023 entran en su x ciclo.

## Órganos de gobierno
Su estructura reside sobre una Asamblea General que se reúne cada dos años, y en la que participan todos sus miembros, y cuyas funciones son el control de la tareas realizadas, el diseño las líneas de trabajo y la elección de los miembros de la Comisión Permanente. Entre tanto, el órgano de mayor rango decisorio es la Asamblea Ejecutiva que cuenta con un representante de cada entidad. 
La Comisión Permanente es la encargada del trabajo diario del Consejo de la Juventud de España, así como la coordinación de las Comisiones Especializadas y la representación del CJE ante las instituciones. 
Las Comisiones Especializadas se encargan de preparar documentos y propuestas específicas. Son actualmente seis: Socioeconómica, Participación y Educación No Formal, Educación Formall, Derechos e Igualdad de Oportunidades, Calidad de Vida y el Comité de Relaciones Internacionales (CRI).
Asimismo existe una Asamblea Ejecutiva que se encarga de velar por el cumplimiento de los acuerdos de la Asamblea General. 
Actualmente, su Comisión Permanente está formada por:
- Presidenta: Andrea Gonzalez Henry Confederación Estatal de Asociaciones de Estudiantes (CANAE)[3]
- Vicepresidente (Socioeconómica y Comunicación): Antonio Morín  Juventud - Unión General de Trabajadores (RUGE)
- Vicepresidenta (Feminismo y DDHH): Laura Selena Federación Mujeres Jóvenes.
- Secretario (y áreas de Cultura, participación y voluntariado): Germán Antón, Cruz Roja Juventud (CRJ)
- Tesorería ( y áreas de Crisis climática y cooperación al desarrollo y LGTBIQ+): Pablo Morente, Federación de Asociaciones de Scouts de España (ASDE)
- Relaciones Internacionales: Xabier Triana Consell Valencià de la Joventut (Consejo de la Juventud de la Comunidad Valenciana)
- Vocalía de Investigación, Salud y Juventud Rural: Pau Roig Mas Juventudes Socialistas de España (JSE)
- Vocalía (Infancia, adolescencia y voluntariado): Carolina Cutanda Nuevas Generaciones del Partido Popular (NNGG)
- Vocalía de Educación No Formal: Izarbe Serrano, Organización Juvenil Española (OJE)

## Organizaciones miembro
Hay tres grados de participación: Organizaciones juveniles conveniadas (sin voz ni voto), Organizaciones juveniles observadoras (con voz, pero sin voto) y de pleno derecho (con voz y voto).
Las organizaciones de Pleno Derecho son Consejos de Juventud Autonómicos (los de todas las comunidades y ciudades autónomas, menos el Consell Nacional de la Joventut de Catalunya, Comunidad de Madrid, Ceuta, Melilla, Cantabria y Murcia que no existen actualmente) y varias organizaciones juveniles de ámbito estatal como:
- Área Federal de Juventud de Izquierda Unida
- Grupo Joven de la Federación Estatal de Lesbianas, Gais, Trans, Bisexuales, Intersexuales y más
- Asociación Internacional de Estudiantes de Ciencias Económicas y Empresariales
- Asociación Scouts de España
- Confederación de Centros Juveniles Don Bosco de España
- Confederación Estatal de Asociaciones de Estudiantes (CANAE).
- Cruz Roja Juventud
- Departamento Confederal de la Juventud de la Unión Sindical Obrera
- Departamento de la Juventud de la Unión General de Trabajadores
- Federación "Concordia"
- Federación AFS Intercultura España
- Federación de Asociaciones de Estudiantes Progresistas de España, Giner de los Ríos (FAEST)
- Federación Didania.
- Federación Mujeres Jóvenes
- Juventud Obrera Cristiana
- Juventud Obrera Cristiana de España
- Juventud Estudiante Católica
- Juventudes Marianas Vicencianas
- Juventudes Socialistas de España
- Juniors movimiento diocesano.
- Movimiento de Jóvenes de Acción Católica
- Federación de Asociaciones de Scouts de España (ASDE)
- Movimiento Scout Católico (MSC)
- Nuevas Generaciones del Partido Popular
- Organización Juvenil Española
- Juventud de Unión Sindical Obrera
- Secretaría de Juventud de Comisiones Obreras

## Organizaciones observadoras
- Amigos de la Tierra Juventud
- ANDE Juventud
- Asamblea Juvenil de Derechos Civiles
- Asociación de Jóvenes Inmigrantes AJI-ATIME
- Colectivos de Jóvenes Comunistas
- Confederación Española de Asociaciones de Jóvenes Empresarios (CEAJE)
- Federación de Asociaciones Scout Baden-Powell de España
- Federación de Clubes "Conocer y Proteger la Naturaleza"
- Federación Española de Guidismo
- Instituto Nacional de Investigaciones Científicas y Ecológicas
- Juventud Idente
- Juventud Obrera Cristiana de España (JOC-E)
- Juventudes Agrarias de la COAG
- Juniors Movimiento Diocesano
- Movimiento de Jóvenes de Acción Católica
- Red Araña, Tejido de Entidades Sociales por el Empleo
- Sección de Juventud de COLEGAS
- Sindicato de Estudiantes
- YMCA-ESPAÑA

## Organizaciones con convenio
- AEGEE-Madrid.
- Asociación Cultural por Colombia e Iberoamérica (ACULCO)
- Asociación de Prensa Juvenil
- ELSA España - Asociación Europea de Estudiantes de Derecho
- Asociación Socio-Cultural IBN Batuta (ASCIB)
- Comisión de Juventud Sorda de la Confederación Estatal de Personas Sordas (CJS-CNSE)
- Confederación Coordinadora Estatal de Minusválidos Físicos de España
- Confederación Española de Junior Empresas
- Federación Española de Asociaciones de Estudiantes de Medicina (IFMSA-Spain)
- Fundación Deporte Joven
- Fundación Francisco Ferrer i Guardia
- Fundación Secretariado Gitano (FSG)
- Fundación Tomás Meabe
- Fundación Triángulo Juventud
- Jóvenes Amigos del Pueblo Saharaui
- Juventudes de Unidad Progresista de la ONCE
- Movimiento de Jóvenes Rurales Cristianos
- Red Emplealia, Asociación Española de Entidades para la Formación y el Empleo.
- Sección Joven de la Confederación Nacional de Mujeres en Igualdad
- Sección Juvenil de Cáritas Española
- Unión de Escuelas Familiares Agrarias
- Red EQUO Joven